# Antissexualismo
O antissexualismo, caracteriza-se pela hostilidade ao comportamento sexual ou oposição a sexualidade.

## Terminologia
Outros termos coincidem, são sinônimos ou se intercalam, como sexo-negativismo, movimento sexo-negativo, sexo-negatividade, anti-sexualidade, demonização do sexo, anti-sexo ou antissexo. Em um escopo mais amplo, pode referir-se a uma oposição geral à sexualidade, especialmente tendendo a reduzir ou eliminar a atividade sexual ou o impulso sexual, ou uma força pudica e coitofóbica na sociedade que suprime a liberdade sexual e dissemina opiniões antissexuais. Quando tal aversão envolve ódio, é às vezes chamada de miserotia, erotomisia, miserotismo, filemafobia, antropofobia, misantropia, filofobia, sexofobia, genofobia ou erotofobia.

## História

### Religiosa
Algumas formas do ascético gnosticismo primitivo consideravam toda a matéria como maligna e que gratificações desnecessárias dos sentidos físicos deveriam ser evitadas. Casais eram incentivados à castidade. No primeiro século, Marcião de Sinope adotou uma postura antisexual e ascética. Os Skoptsy eram uma seita radical da Igreja Ortodoxa Russa que praticava castração e amputação de órgãos genitais. Os Skoptsy acreditavam que Cristo havia sido castrado durante sua crucificação, e foi essa castração que trouxe a salvação. Boston Corbett, envolvido no assassinato de John Wilkes Booth, castrou-se após ser zombado e tentado por prostitutas. Ann Lee foi a fundadora dos Shakers, uma seita protestante radical que se opunha à procriação e a qualquer atividade sexual. Os Shakers eram ainda mais contrários à gravidez do que a qualquer outra coisa. Father Divine, fundador do Movimento Internacional de Missão da Paz, defendia a abstinência sexual e o casamento, e ensinava que a objetificação sexual é uma causa fundamental de condições sociais e políticas indesejáveis.
James Baldwin em The Fire Next Time refere-se aos Estados Unidos como um país antisexual dominado por uma cultura branca que considera sensual ou cheio de alma o comportamento de americanos negros como suspeito. Isso contribuiu para uma crise na fé cristã de Baldwin, mostrando que o mundo não o aceitava e que o cristianismo não havia tornado as pessoas brancas mais acolhedoras.

### Não religiosa
O filósofo Immanuel Kant considerava os seres humanos sujeitos aos desejos animalísticos de autopreservação, preservação da espécie e preservação do prazer. Argumentava que temos o dever de evitar máximas que prejudiquem ou degradem a si mesmos, incluindo suicídio, degradação sexual e embriaguez.: Isso levou Kant a considerar o ato sexual degradante, pois "transforma a pessoa amada em um objeto de apetite", em vez de focar em seu valor inerente como seres racionais, violando a segunda formulação do imperativo categórico, um conceito filosófico criado para julgar a moralidade das ações. Ele admitia o sexo apenas dentro do casamento, que considerava "uma união meramente animal".

### Feminista
Diversas visões feministas sobre sexualidade têm sido descritas como anti-sexo ou sexonegativas. Em particular, pontos de vista do feminismo da segunda onda e do feminismo radical foram alvo dessa caracterização, inclusive por outras feministas. Antes da segunda onda do feminismo, que introduziu slogans como "o pessoal é político" na década de 1960, o tema da sexualidade feminina raramente havia sido tratado como um assunto politizado, embora a subjugação das mulheres por aspectos da sexualidade masculina já tivesse sido discutida. Organizações feministas importantes, como a Organização Nacional para as Mulheres (NOW) nos Estados Unidos, focavam principalmente na supremacia masculina na esfera pública. Foi somente quando os primeiros grupos de feministas radicais começaram a se formar no final dos anos 1960 que a análise da sexualidade das mulheres se espalhou. Segundo a teoria do feminismo radical, a sexualidade é a esfera primária do patriarcado, com a atividade sexual, especialmente o sexo heterossexual, como base da opressão das mulheres pelos homens. A sexualidade, para feministas radicais, serve apenas para revogar a agência das mulheres. Elas se opõem à objetificação sexual das mulheres, pelo seu trabalho sexual e reprodutivo, e defendem que, em uma sociedade dominada por homens, práticas heterossexuais envolvem desequilíbrios de poder e perpetuam a opressão. Ti-Grace Atkinson escreveu sobre o sexo heterossexual como uma instituição social que atende às necessidades dos homens mas não necessariamente das mulheres. Essa análise levou algumas feministas radicais a exortar as mulheres a abandonarem as relações sexuais com homens, com algumas defendendo o celibato e outras o lesbianismo político. Isso polarizou a segunda onda em dois campos, no que ficou conhecido como as guerras sexuais feministas. A escritora radical Julie Bindel descreveu a bisexualidade feminina como uma "tendência da moda" que promove o hedonismo sexual. Ela escreve: "se mulheres bissexuais tivessem um pingo de política sexual, parariam de dormir com homens." Vários autores se opuseram a essa posição feminista radical. Margaret Hunt criticou Sheila Jeffreys por elogiar mulheres envolvidas no movimento da pureza social do século XIX, cuja "preocupação com a vitimização das mulheres" Jeffreys admirava. Naomi Wolf identificou uma forma de feminismo que chamou de feminismo de vítima, descrita como "sexualmente julgador, até antisexual".

## Crítica
O antiassexualismo recebeu forte crítica de Bertrand Russell em seu livro Casamento e Moral:
Westermarck apresenta muitos exemplos do que chama de 'a estranha noção de que há algo impuro e pecaminoso em ... relações sexuais.' ... Deve-se dizer, para começar, que é inútil buscar crenças como fonte desse tipo de atitude. Crenças desse tipo devem ser, em primeiro lugar, inspiradas por um estado de ânimo; é verdade que, uma vez existentes, podem perpetuar o estado, ou ao menos ações conforme esse estado, mas dificilmente serão a causa primária de uma atitude antisexual. As duas causas principais de tal atitude são, eu diria, ciúme e fadiga sexual.
Segundo Bertrand Russell, uma atitude anti-sexual deve ser considerada puramente supersticiosa e aqueles que inicialmente inculcaram o antiassexualismo devem ter sofrido de uma condição doentia do corpo ou da mente, ou de ambos.

## Anafrodisíacos
John Harvey Kellogg foi contrário a todas as formas de atividade sexual, especialmente masturbação. The Road to Wellville satirizou sua vida e práticas. Segundo algumas fontes, o teólogo cristão Origen castrou-se para evitar a tentação e manter-se puro.

## Ficção
A Liga Júnior Anti-Sexo, no romance distópico de George Orwell 1984, era um grupo de jovens membros do Partido dedicados a banir toda a relação sexual.
O filme Demolition Man se passa em um futuro em que o ato sexual é proibido – a reprodução ocorre clinicamente e a experiência em si é simulada por realidade virtual. Essas atitudes resultaram de surtos de DST que causaram medo generalizado.
A canção Samurai Abstinence Patrol, da dupla de música cômica Ninja Sex Party, fala sobre um grupo conhecido como Patrulha de Abstinência Samurai que proíbe todo sexo no futuro.